# Complejo hidroeléctrico Valle de Cardós

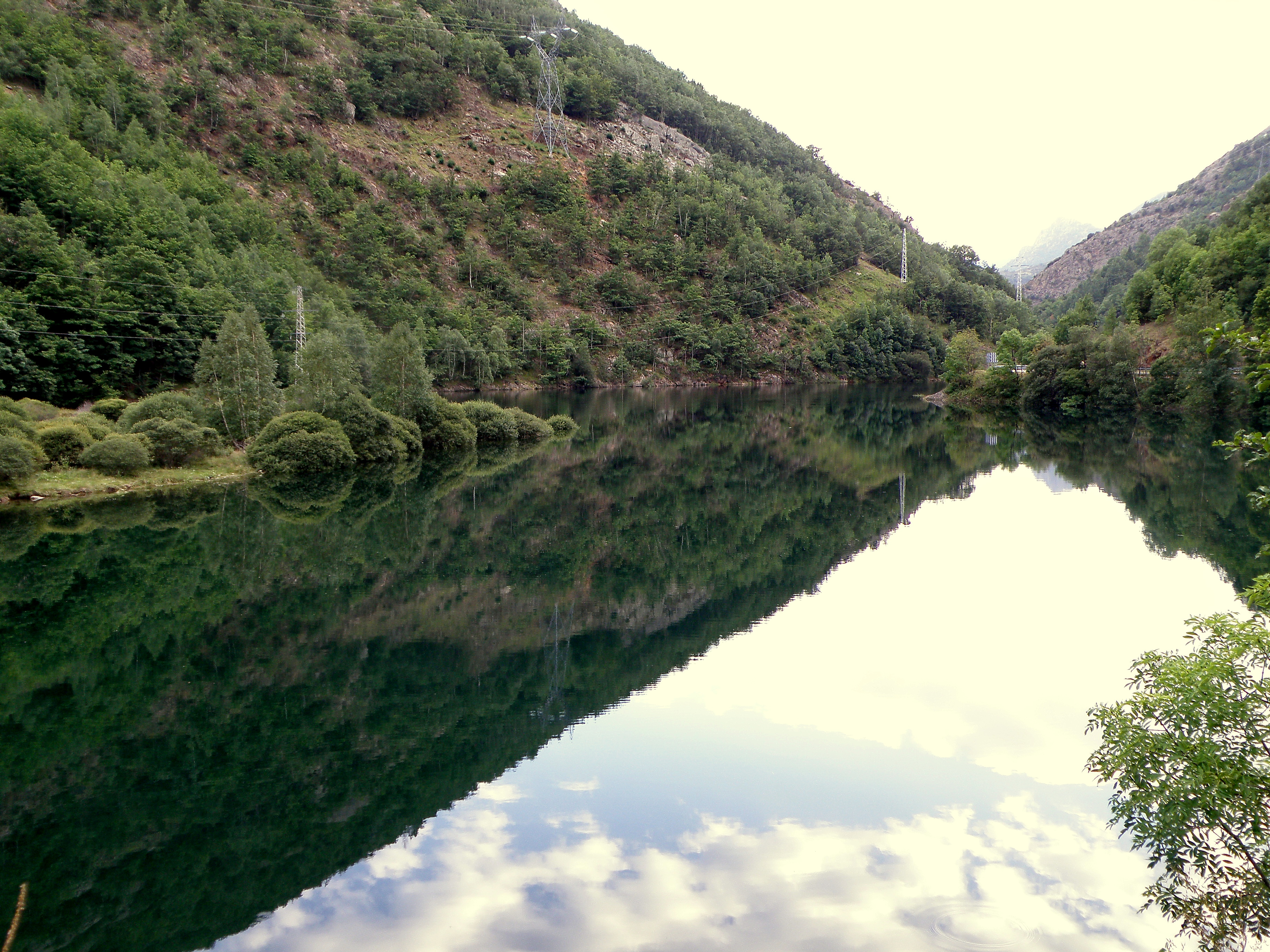
Pantano de Tavascán

Situado en la localidad catalana de Tavascán (Pallars Sobirá), el Complejo Hidroeléctrico Valle de Cardós fue construido entre 1959 y 1974 por la constructora Copisa. El complejo comprende tres centrales hidroeléctricas: 
- Central hidroeléctrica de Llavorsí. Fue construida entre los años 1960 y 1966, y en sus inicios contaba con una potencia instalada de 52.000 kW .
- Central hidroeléctrica de Tavascán superior. Fue construida entre los años 1962 y 1971. Tenía un caudal de 14 m³/s, un desnivel de 875 m y una potencia de 185.000 HP.
- Central hidroeléctrica de Tavascán inferior. Fue construida entre los años 1963 y 1971. Tenía un caudal de 14 m³/s, un desnivel de 245 m y una potencia de 42.000 HP.
- Central hidroeléctrica de Montamara. Fue construida entre los años 1962 y 1971. Tenía un caudal de 16 m³/s, un desnivel de 725 m y una potencia de 90.000 HP. Montamara está formada por dos grupos de generación que actúan también como bomba. Fue la primera central reversible de Cataluña.

El complejo Hidroeléctrico del Alto Cardós está formado por más de 75 km de túneles y canales subterráneos. Construido durante casi 20 años, participaron en su construcción más de 4.000 trabajadores. Actualmente, la Central de Tavascán es una de las únicas centrales subterráneas de estas características visitable.
Estas centrales utilizan principalmente el agua del lago natural de origen glaciar con más capacidad del Pirineo español, el lago de Certascan situado a 2.300 m de altitud con una capacidad de 18.000.000 de L de agua y una profundidad aproximada de 100 m.
- Datos: Q5779897
- Multimedia: Complex hidroelèctric de l'alta vall de Cardós / Q5779897